# Uhrturm von Ohrid
Der Uhrturm (mazedonisch Саат Кула Saat Kula; albanisch Kulla e Sahatit; türkisch Saat Kulesi) von Ohrid ist ein Uhrturm in der nordmazedonischen Stadt Ohrid. Der einzige Saat Kulesi der Welterbestadt ist als Bauwerk aus osmanischer Periode vom Staat denkmalgeschützt.

## Geographische Lage
Der Turm steht an der Gasse „Nada Fileva“ am Nordosthang des zweiten (tieferen) Stadthügels Deboj auf einer Höhe von 729 m. i. J. im Stadtteil Mesokastro. Er ist nach Nordosten gerichtet und ist von der neuen Markthalle gut sichtbar. Das Bauwerk überragt die darunterliegende Promenade (bekannt als Čaršija/Çarshia, Korzo oder Pazar). In der Nähe des Saat Kulesi stehen die Heilige Himmelfahrtskirche der seligen Jungfrau Maria und die Tekke-Moschee.

## Architektur

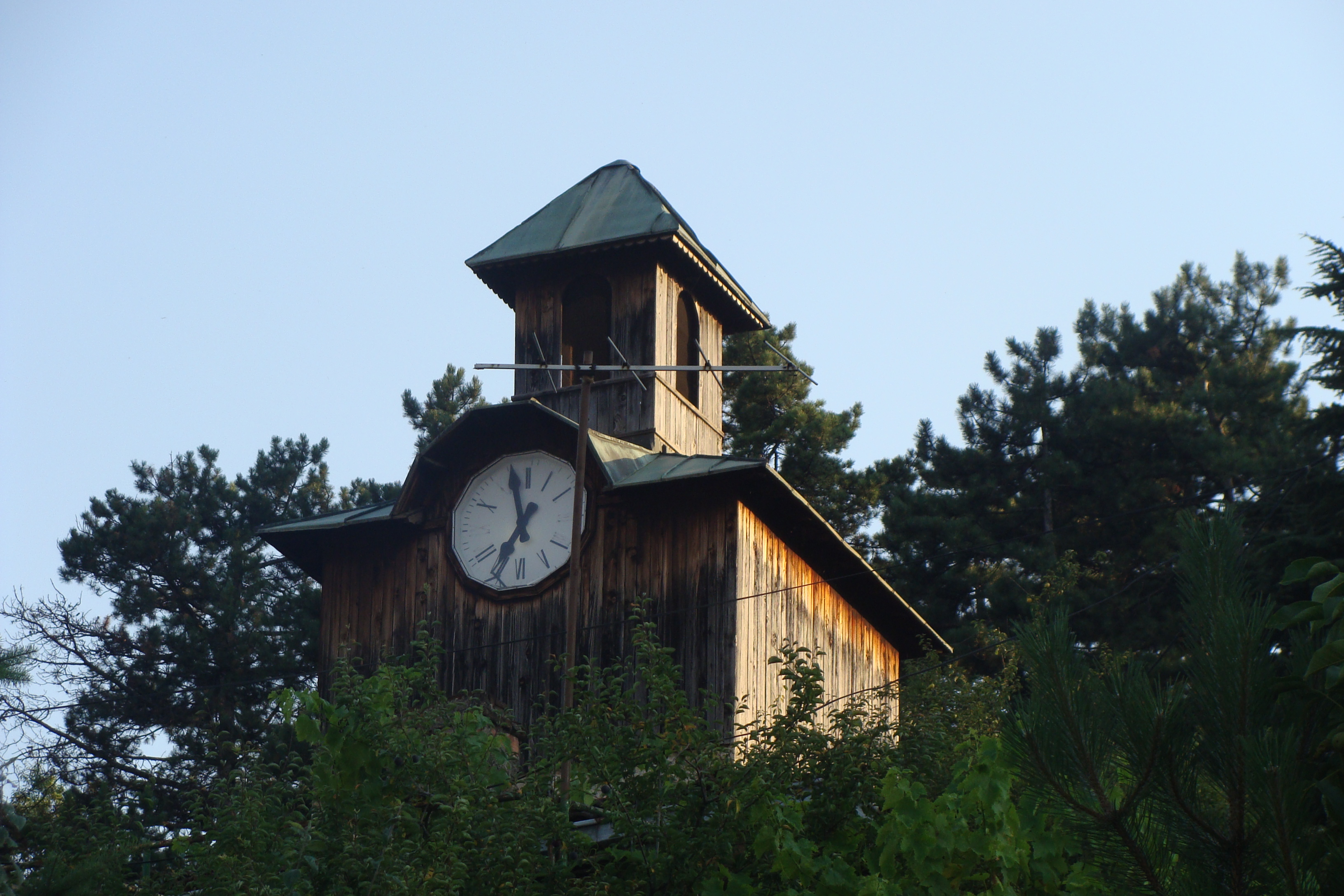
Nahansicht des obersten Turmdrittels mit beschädigtem Zifferblatt (2010)

Der Turm besteht aus einer quadratischen Basis mit einer Seitenlänge von etwa vier Metern und einer Grundfläche von 16 Quadratmetern. Diese steinerne Basis nimmt etwa zwei Drittel des Bauwerks ein. Etwa in die Mitte jeder Steinwand ist eine Schießscharte eingebaut. Das oberste Turmdrittel besteht vornehmlich aus Holz und hat einen kleineren Oberbau mit Galerie und Zeltdach. Das beschädigte Zifferblatt ist an der Stirnseite Richtung Nordosten angebracht.

## Geschichte
Der Uhrturm wurde im Jahr 1726 von Çavuş Dere Süleyman Ağa erbaut. Es heißt, dass er aus Shkodra und das Gebäude ein Geschenk an die Stadteinwohner war. Der Zweck wiederum ist unklar, insbesondere wenn man die vier an jeder Seite eingebauten Schießscharten berücksichtigt. Entweder könnte das Gebäude als Wehrturm für die Mesokastro-Bewohner gedient haben, die außerhalb der Stadtmauern lebten, oder aber zeigte er den Muslimen bloß die Gebetszeiten an.
Bis zum Zweiten Weltkrieg zeigte die Uhr die Alaturka-Uhrzeit an.
Laut dem Albanischen Institut der Islamischen Vernunft und Zivilisation soll der Turm 1965 abgebrannt und 1979 restauriert worden sein. Bis 1979 funktionierte die Räderuhr mit einem österreichischen Räderwerk, diese wurde in jenem Jahr durch eines des jugoslawischen Unternehmens Insa aus Belgrad ersetzt.